# Erkand Qerimaj
Erkand Qerimaj (ur. 10 sierpnia 1988 w Szkodrze) – albański sztangista, medalista mistrzostw Europy.
Srebrny medalista mistrzostw Europy w Bukareszcie (2009) w kategorii do 77 kg. W dwuboju osiągnął 342 kg. Startował na igrzyskach olimpijskich w Pekinie, zajmując 13. miejsce w kategorii do 77 kilogramów.
Na igrzyskach śródziemnomorskich w Pescarze w 2009 roku zdobył złoty medal w kategorii poniżej 77 kilogramów. Na Mistrzostwach Europy w 2011 w Kazaniu zajmował po rwaniu 2. miejsce (157 kg), ale w podrzucie nie zaliczył żadnego podejścia i nie został sklasyfikowany. Rok później, w Antalyi, Albańczyk został mistrzem Europy. W czasie tych zawodów wykryto jednak w jego organizmie niedozwolone środki dopingujące, za co otrzymał dwuletnią dyskwalifikację (kończącą się 22 maja 2014 roku) i został pozbawiony złotego medalu mistrzostw Europy.